# Liste der Kreisstraßen in Coburg
Die Liste der Kreisstraßen in Coburg ist eine Auflistung der Kreisstraßen in der bayerischen Stadt Coburg mit deren Verlauf. 

## Abkürzungen
- CO: Kreisstraße im Landkreis Coburg
- COs: Kreisstraße in der kreisfreien Stadt Coburg
- St: Staatsstraße in Bayern

## Liste
Nicht vorhandene bzw. nicht nachgewiesene Kreisstraßen werden in Kursivdruck gekennzeichnet, ebenso Straßen und Straßenabschnitte, die unabhängig vom Grund (Herabstufung zu einer Gemeindestraße oder Höherstufung) keine Kreisstraßen mehr sind.
Der Straßenverlauf wird in der Regel von Nord nach Süd und von West nach Ost angegeben.
| Nr. COs | Verlauf |
| ------- | --- |
| COs 4   | (CO 4 im Landkreis Coburg) – Stadtgrenze – Mährenhäuser Straße – Stadtgrenze – (CO 4 im Landkreis Coburg)                                                             |
| COs 12  | – Triebsdorfer Straße – Fabrikweg – Creidlitzer Straße – Stadtgrenze – (CO 12 im Landkreis Coburg)                                                                    |
| COs 16  | St 2202 – Weidacher Straße – Nicolaus-Zech-Straße – Bayernstraße – Stadtgrenze – (CO 16 im Landkreis Coburg)                                                          |
| COs 27  | (CO 27 im Landkreis Coburg) – Stadtgrenze – Lauterer Straße – |
| COs 29  | (CO 29 im Landkreis Coburg) – Stadtgrenze – (ehemalige St 2205) Rodacher Straße – – (ehemalige St 2202) Neustadter Straße – Stadtgrenze – (CO 29 im Landkreis Coburg) |